# 6699 Іґауено
6699 Іґауено (6699 Igaueno) — астероїд головного поясу, відкритий 19 грудня 1987 року.
Тіссеранів параметр щодо Юпітера — 3,391.